# Ringkøbing Stadium
El estadio Ringkøbing (también conocido como Alkjær Stadion o Green Arena) es un estadio de fútbol situado en la ciudad de Ringkøbing, Dinamarca.

## Historia
El estadio fue construido en 2009 y es propiedad del club de fútbol Ringkøbing IF que participa en la Segunda División de Dinamarca.
El Ringkøbing IF ha iniciado un nuevo proyecto de estadio que incluye sala de estar, vestuarios, espacio para más de 450 espectadores, entre otros.
El nuevo proyecto también implica el plan de construir un césped artificial en el Green Arena, que se completará en el 2020.